# محطة نوفوفورونيج للطاقة النووية
محطة نوفوفورونيج للطاقة النووية (بالروسية: Нововоронежская АЭС)‏ هي محطة للطاقة النووية تقع بالقرب من نوفوفورونيج في فورونيج أوبلاست، وسط روسيا. كان الموقع حيويًا لتطوير تصميم VVER. كان لكل وحدة مبنية في الأساس نموذجًا أوليًا لتصميمها. تم بناء محطة نوفوفورونيج للطاقة النووية 2 في هذا الموقع.

## التاريخ
في عام 2002، تم تحديث نوفوفورونيج-3 وإطالة عمره، بما في ذلك أنظمة الأمان الجديدة.
في عام 2010، تم إغلاق نوفوفورونيج-5 للتحديث ولإطالة عمره التشغيلي لمدة 25 عامًا إضافية، وهو أول VVER-1000 يخضع لمثل هذا التمديد. وتشمل الأعمال أيضاً تحديث أنظمة الإدارة والحماية والطوارئ وتحسين أنظمة الأمن والسلامة الإشعاعية.
اعتبارًا من 2018، تخضع الوحدة 4 لأعمال تحديث لتمديد عمرها 15 عامًا، مما يجعل عمرها التشغيلي 60 عامًا. تضمن ذلك تلدين وعاء ضغط المفاعل واستخدام أجزاء من وحدة الإغلاق الحديثة 3.

## بيانات المفاعل
تتكون محطة نوفوفورونيج للطاقة النووية من خمس وحدات:
| وحدة           | نوع المفاعل                | القدرة الصافية (ميغاواط) | السعة الإجمالية (ميغاواط) | بداية أعمال البناء | الاتصال بالشبكة | بداية التشغيل | أُغلق        |
| -------------- | -------------------------- | ------------------------ | ------------------------- | ------------------ | --------------- | ------------- | ----------- |
| Novovoronezh-1 | VVER-210 (نموذج أولي)      | 197 ميغاواط              | 210 ميغاواط               | 1957-07-01         | 1964-09-30      | 1964-12-31    | 1988-02-16  |
| Novovoronezh-2 | VVER-365 (نموذج أولي)      | 336 ميغاواط              | 365 ميغاواط               | 1964-06-01         | 1969/12/27      | 1970-04-14    | 1990-08-29  |
| Novovoronezh-3 | VVER-440/179               | 385 ميغاواط              | 417 ميغاواط               | 1967-07-01         | 1971-12-27      | 1972-06-29    | 2016-12-25  |
| Novovoronezh-4 | VVER-440/179               | 385 ميغاواط              | 417 ميغاواط               | 1967-07-01         | 1972-12-28      | 1973-03-24    | 2032 المخطط |
| Novovoronezh-5 | VVER-1000/187 (نموذج أولي) | 950 ميغاواط              | 1,000 ميغاواط             | 1974-03-01         | 1980-05-31      | 1981-02-20    | 2035 المخطط |

## صالة عرض

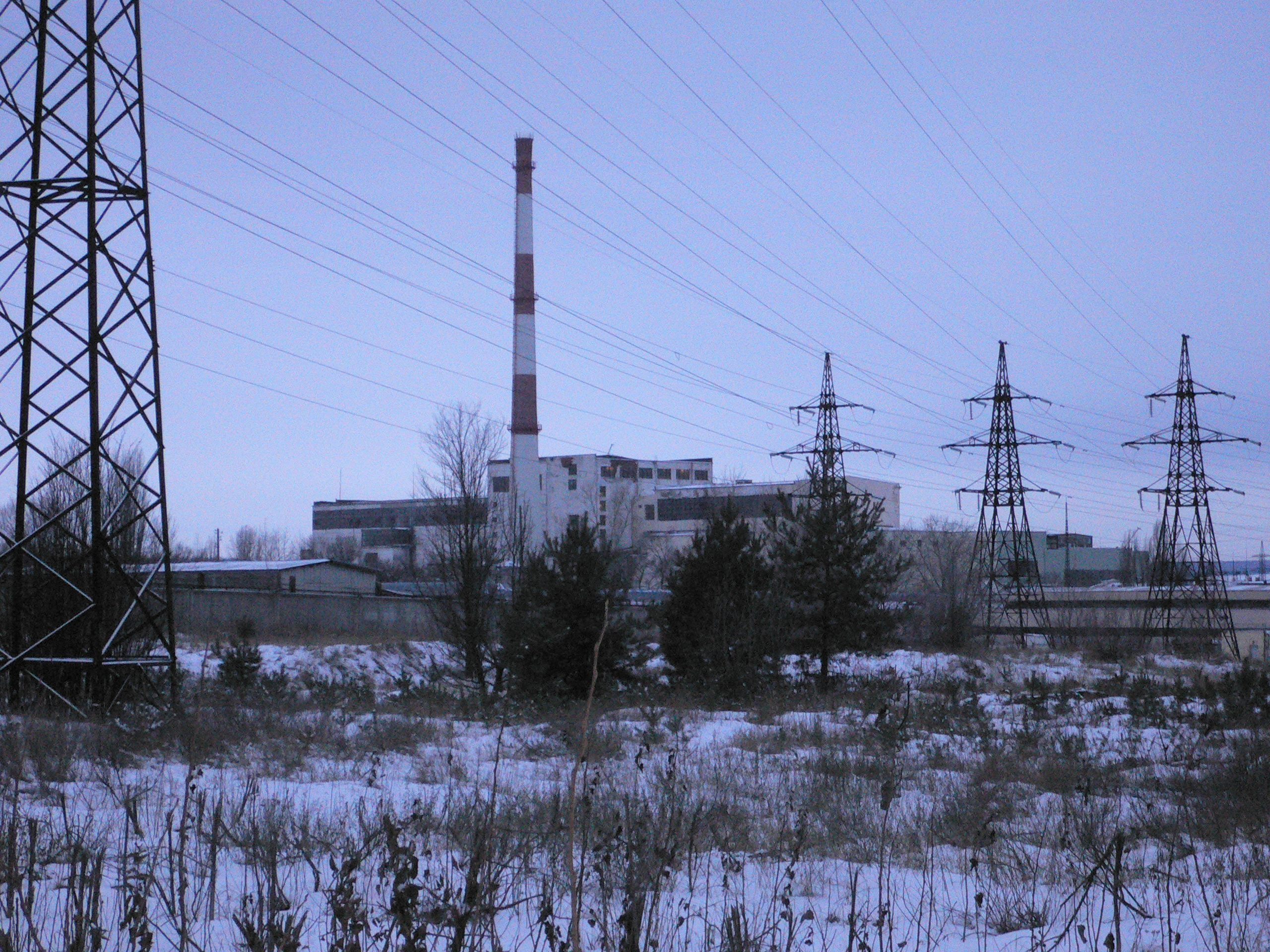
الوحدة 1 و 2
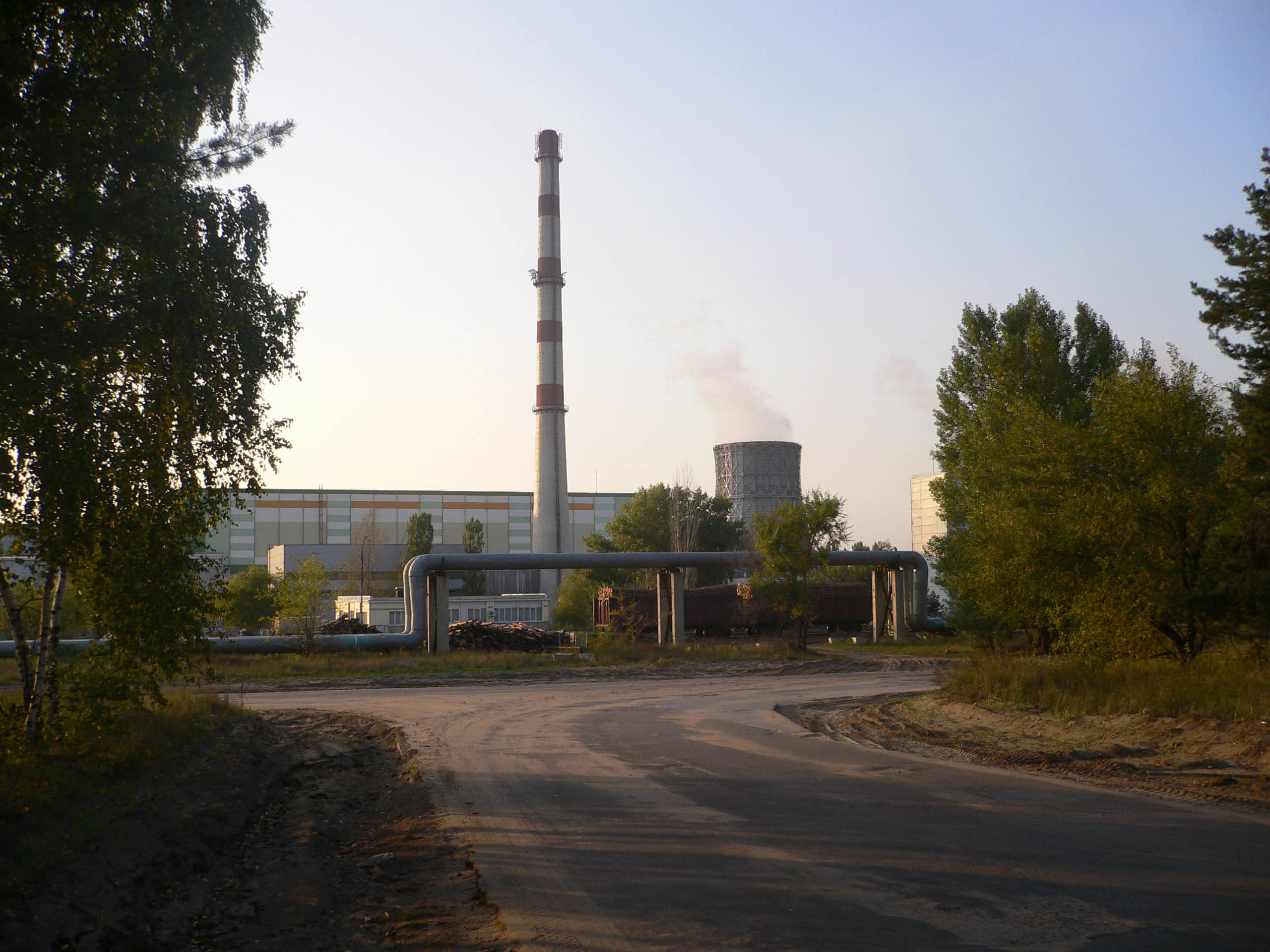
الوحدتان 3 و 4
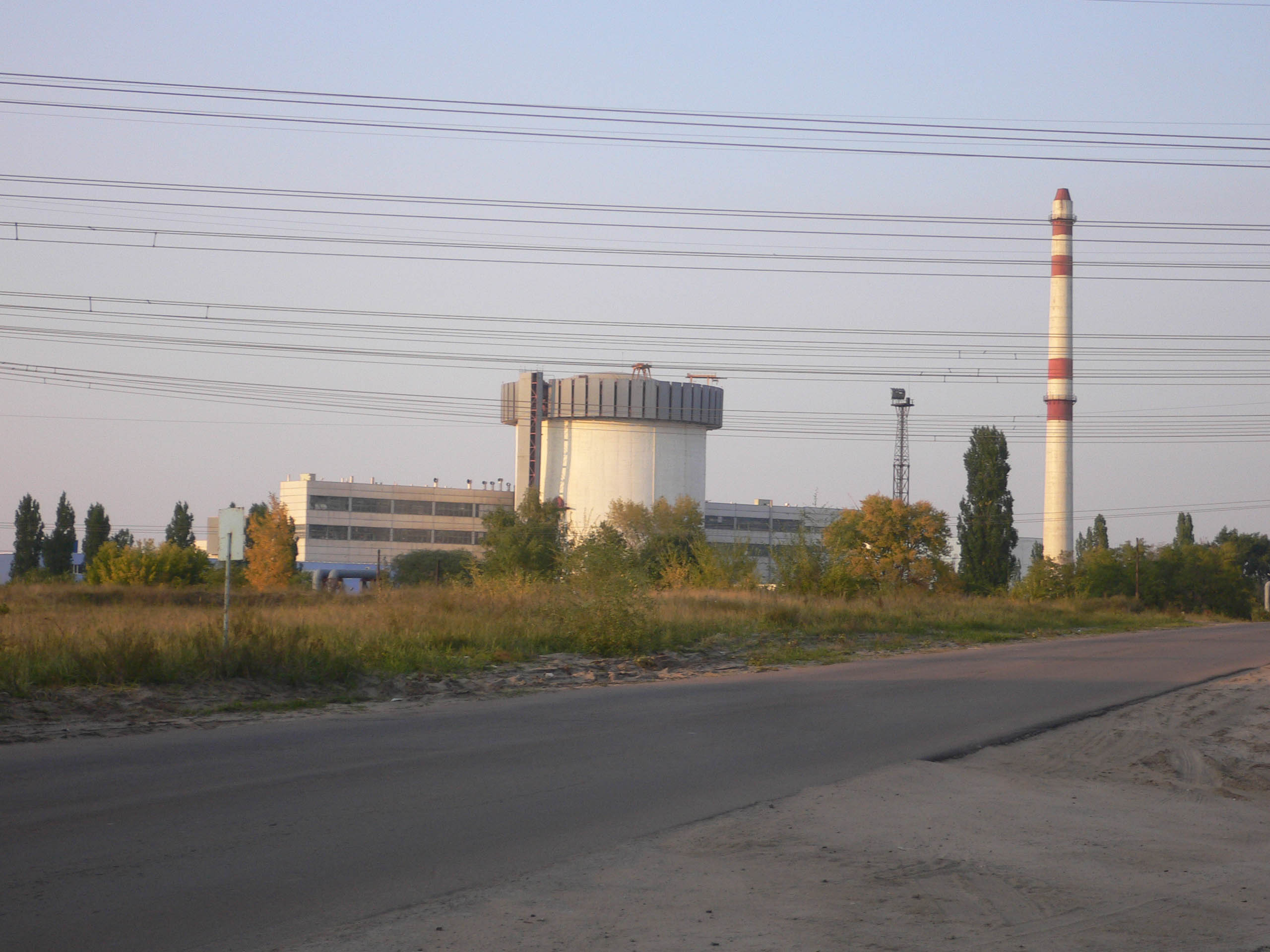
الوحدة 5
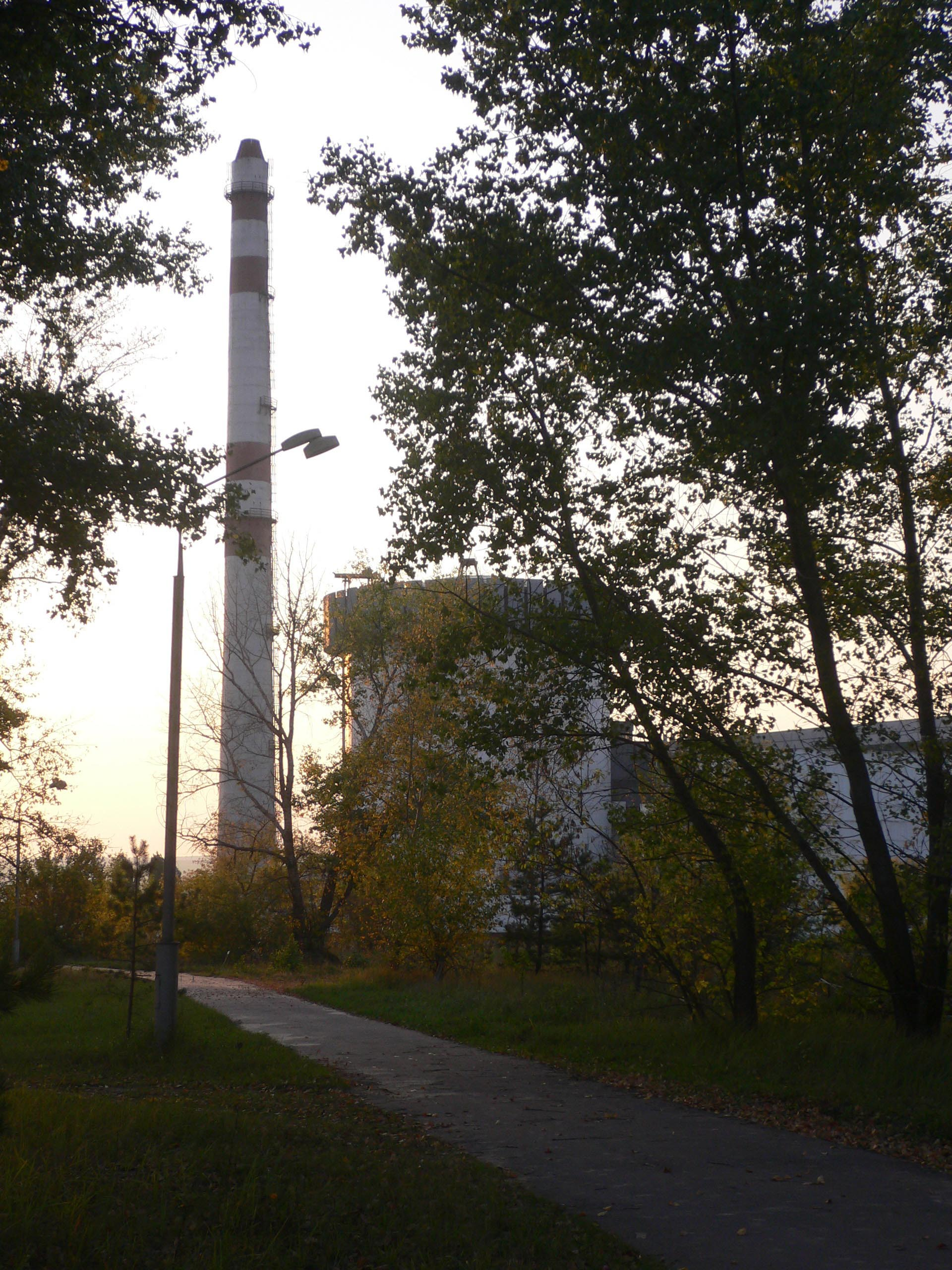
الوحدة 5
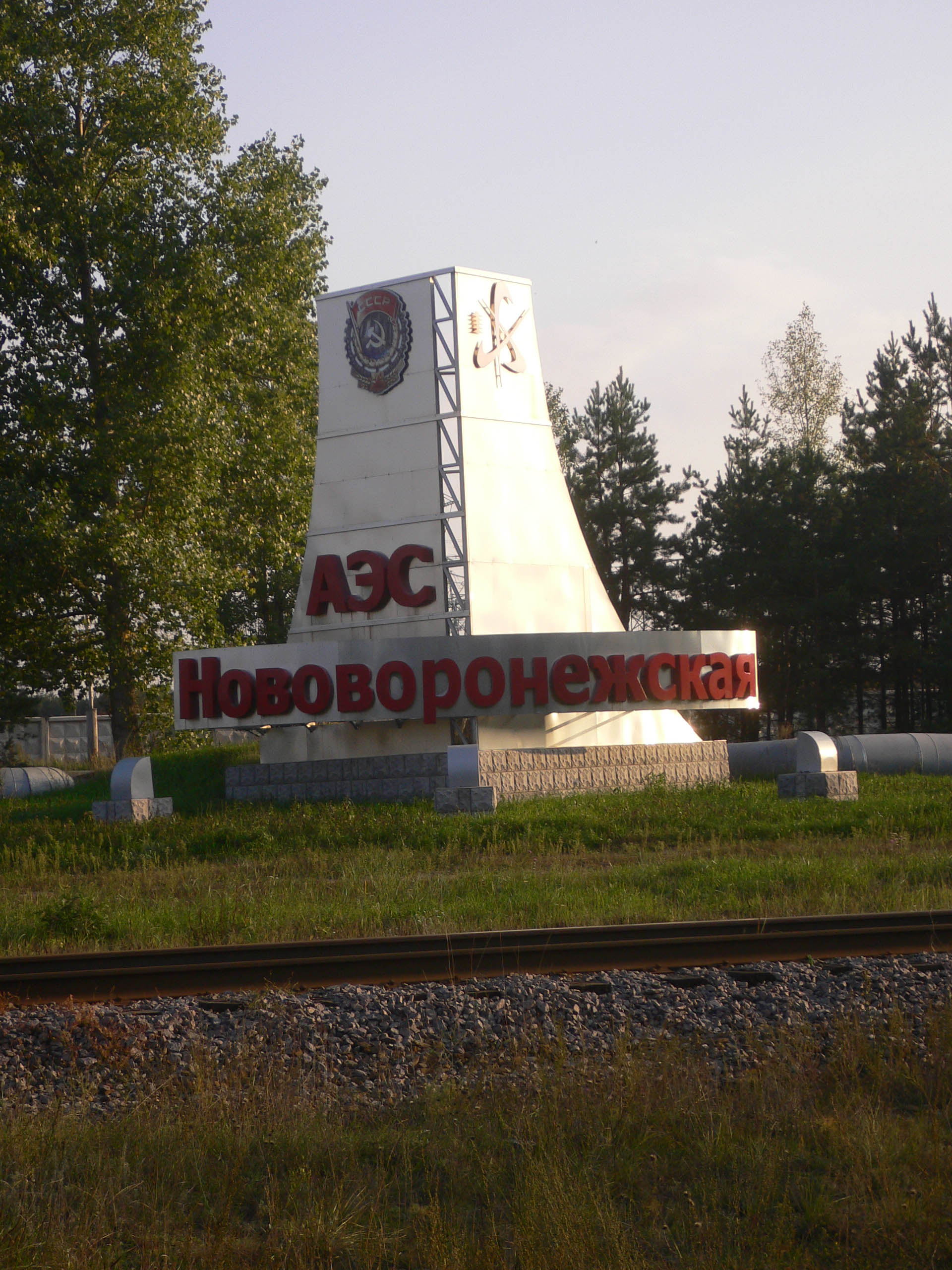
مدخل محطة الطاقة النووية

## روابط خارجية
- الموقع الرسمي